# Hortensia
Hortensia (Hydrangea) indeholder mange arter, som er udbredt Østasien og Nordamerika. Her nævnes blot de arter, som dyrkes i Danmark.
| Beskrevne Arter |

- Hydrangea anomala
  - Klatrehortensia (Hydrangea anomala subsp. petiolaris)
- Træagtig hortensia (Hydrangea arborescens)
  - Sølvbladet hortensia (Hydrangea arborescens subsp. radiata)
- Rubladet hortensia (Hydrangea aspera)
- Almindelig hortensia (Hydrangea macrophylla)
- Havehortensia (Hydrangea paniculata)
- Egebladet hortensia (Hydrangea quercifolia)

| Andre Arter |

| - Hydrangea bretschneideri - Hydrangea chinensis - Hydrangea chungii - Hydrangea cinerea - Hydrangea davidii - Hydrangea dumicola - Hydrangea heteromalla - Hydrangea hirta - Hydrangea integrifolia - Hydrangea involucrata - Hydrangea kwangsiensis - Hydrangea liukiuensis - Hydrangea longipes | - Hydrangea luteovenosa - Hydrangea petiolaris - Hydrangea radiata - Hydrangea robusta - Hydrangea sargentiana - Hydrangea scandens - Hydrangea seemannii - Hydrangea serrata - Hydrangea serratifolia - Hydrangea strigosa - Hydrangea stylosa - Hydrangea xanthoneura |